# Sirksfelde
Sirksfelde ist eine Gemeinde im Kreis Herzogtum Lauenburg in Schleswig-Holstein. Kalkkuhle liegt im Gemeindegebiet.

## Geschichte
Der schon in vorchristlicher Zeit bewohnte Ort wurde im Jahr 1230 erstmals im Ratzeburger Zehntregister erwähnt.
Die Burganlage Wallberg, auch Sirksfelder  Schanze genannt, ist ein slawischer Ringwall aus dem 8./9. Jahrhundert. Mit etwa hundert Metern Durchmesser liegt dieses archäologische Denkmal etwa einen Kilometer südlich des Ortes, östlich neben der L 200. Auf Grund archäologischer Funde wurde festgestellt, dass die Grenzburg nur kurz genutzt wurde. Unklar ist, ob mit der Grenzfestlegung des Limes Saxoniae um 810 die Burg an Bedeutung verlor.
Im 15. Jahrhundert verlassen, wurde der Ort durch die Ritter von Ritzerowe wieder besiedelt. 1747 gelangten nach dem Vergleich mit Kurhannover auch die lübischen Ortsteile an Lauenburg. Die Gemeinde kam dann 1889 zum neu gebildeten Amtsbezirk Koberg.

## Politik

### Gemeindevertretung
Von den neun Sitzen in der Gemeindevertretung hat die Wählergemeinschaft WGS seit der Kommunalwahl am 14. Mai 2023 alle neun Sitze.

### Wappen
Blasonierung: „Von Grün und Gold im abgerundeten Schrägstufenschnitt geteilt. Oben ein auffliegender silberner Rotmilan, unten eine grün-silber-grüne Scheibe, die innere Scheibe oben mit einem ins goldene Feld reichenden grünen Pfahl versehen.“